# Ilse Paulis
Ilse Paulis (ur. 30 lipca 1993 r. w Leiderdorpie) – holenderska wioślarka, złota medalistka igrzysk olimpijskich, mistrzyni świata, dwukrotna mistrzyni Europy.

## Igrzyska olimpijskie
W 2016 roku na igrzyskach olimpijskich w Rio de Janeiro wystąpiła w rywalizacji dwójek podwójnych wagi lekkiej w parze z Maaike Head. Po kolejnych zwycięstwach w eliminacjach i półfinale zajęły pierwsze miejsce w finale A, zdobywając złote medale. Na mecie wyprzedziły reprezentantki Holandii i Chińskiej Republiki Ludowej.